# Johan Agrell
Johan Joachim Agrell (n. 1 februarie 1701, Löts socken⁠(d), Memmings Härad⁠(d), Suedia – d. 19 ianuarie 1765, Nürnberg, Electoratul Bavariei) a fost un compozitor suedez.